# Greta Koçi
Greta Koçi (* 26. September 1991 in Kuçova, Albanien) ist eine albanische Pop-Sängerin, die in ihren Songs Elemente des Turbo-Folk aufgreift.

## Leben
Der Vater von Koçi kommt aus dem nordalbanischen Shkodra, und ihre Mutter stammt aus dem zentralalbanischen Berat.
Sie war im Frühling 2013 im Jugendforum (alb. Forumi Rinor) der Demokratischen Partei engagiert.
Greta Koçi hat eine jüngere Schwester Eni Koçi.

## Karriere
Koçi, die in der albanischen Hauptstadt Tirana lebt und arbeitet, gewann mit zwölf Jahren einen von Radio Tirana organisierten Nachwuchspreis und 2007 den albanischen Musikwettbewerb Top Fest 4. Ihr bisher größter Hit ist Mos Shiko Tjetër (dt.: „Schau keinen anderen an“), der zusammen mit Labi im Jahre 2006 komponiert wurde.

## Diskografie

### Alben
- 2006: Mos Shiko Tjetër

### Singles (Auswahl)
- Mos Shiko Tjetër (mit Labi)
- Kërcim Dashurie
- Zbulo Sekretin
- Qenë moj të dua
- Një her po, një her jo
- Lum Kush M'ka
- Motra Ime